# La rossa del Roxy Bar
La rossa del Roxy bar è una miniserie televisiva composta da due episodi e andata in onda su Rai 1 il 7 e 8 maggio 1995. È diretta e interpretata da Anna Marchesini e Tullio Solenghi, orfani di Massimo Lopez dopo lo scioglimento del Trio nel 1993. 

## Trama

### Prima puntata
Roma. Tiziana e Tonino, sposati da dieci anni, vivono una noiosa vita di coppia. Il giorno del compleanno di Tiziana, Tonino si dimentica della ricorrenza ed esce per recarsi a un appuntamento con un suo amico; intanto la donna riceve una telefonata dal suo ex fidanzato Francesco, che la ricorda come una ragazza dai capelli rossi avvenente e disinibita: deciso a passare di nuovo una notte con lei, le chiede di incontrarla nel locale che frequentavano da giovani, il Roxy Bar. Per fare un dispetto a Tonino, la donna decide di accettare l'invito e si reca al Roxy Bar truccata, con indosso un vestito sexy e una parrucca rossa; per una serie di equivoci, però, Tiziana finisce seduta al tavolo con Tonino, anche lui recatosi al Roxy Bar. L'uomo non riconosce sua moglie e inizia a flirtare con lei; Tiziana sta al gioco e dice di chiamarsi Rossana. I due passano insieme tutta la serata e in seguito prenderanno a vedersi tutte le notti: nei panni di Rossana, Tiziana finisce insomma per diventare l'amante del suo stesso marito.

### Seconda puntata
Passano alcune settimane, durante le quali Tiziana è costretta a interpretare Rossana durante la notte e scappare all'alba per tornare a casa senza farsi scoprire da Tonino. La donna non riesce più a sostenere la finzione, così finge di aver capito che Tonino ha un'amante e si fa promettere la fine della relazione clandestina. Tiziana si traveste per recarsi all'ultimo appuntamento, ma appena fuori casa incontra Tonino: questi, vedendola truccata da Rossana, pensa che l'amante sia andata a spifferare alla moglie della loro relazione. La donna si chiude in bagno e, sostenendo i due ruoli contemporaneamente, improvvisa una discussione tra Rossana e Tiziana; alla fine decide di separarsi dal marito.
Tonino è deciso a riconquistare Tiziana, ma lei rifiuta di parlargli: per riavvicinarsi a sua moglie si traveste allora da Ghigo, un affascinante straniero biondo. Nei suoi panni riesce a sedurla e la conduce presso un appartamento che ha affittato dal suo amico Natale, dove i due passano una notte d'amore. Il giorno dopo, mentre Tiziana fa la doccia, Natale entra in casa e le parla pensando che al suo posto ci sia Tonino: Tiziana crede allora che Ghigo sia coinquilino del marito, e che Tonino abbia già trovato un'altra donna. Per questo torna a vestire i panni di Rossana, chiama Tonino e gli dà appuntamento al Roxy Bar, con lo scopo di chiedergli se ciò sia vero.
Deciso a cogliere l'occasione per mollare definitivamente Rossana, Tonino si presenta all'appuntamento travestito da Ghigo, dicendo alla donna di essere un amico di Tonino venuto in sua vece per parlare con lei. Rossana non sa che Ghigo e Tonino sono la stessa persona, quindi gli confessa di essere Tiziana per spingerlo ad andarsene. A quel punto Tonino capisce tutto e sviene, perdendo parrucca e baffi finti. Torna poi da Rossana, convinto di essere ancora travestito da Ghigo: a quel punto anche Tiziana capisce tutto.
Il giorno dopo Tiziana si reca nell'appartamento di Ghigo, ma vi trova la moglie (Tonino travestito): l'uomo si chiude in bagno interpretando contemporaneamente i due ruoli, come aveva fatto in precedenza Tiziana. Quando finalmente Ghigo esce dal bagno, Tiziana gli chiede di uccidere suo marito per porre fine all'intera faccenda; tornata a casa trova però Tonino armato di pistola e, in terra, il travestimento di Ghigo, a significare che è stato il marito ad avere la meglio. Tonino e Tiziana tornano quindi insieme.
Un anno dopo, Tonino dimentica nuovamente il compleanno di Tiziana e di nuovo la lascia per recarsi a un appuntamento; Tiziana diventa Rossana ed esce a sua volta per incontrarsi con Tonino travestito da Ghigo: per ravvivare la loro vita di coppia, i due coniugi sono diventati l'una l'amante dell'altro.

#### La rossa del Roxy Bar: il dibattito
Al termine della seconda e ultima puntata della miniserie fu trasmesso in seconda serata La rossa del Roxy Bar: il dibattito, un ironico talk show condotto da Anna Marchesini e Tullio Solenghi avente come tema la vita coniugale. Oltre all'intero cast dello sceneggiato erano presenti come ospiti Paolo Poli, Maurizio Micheli, Toni Garrani, Francesca Reggiani, Ricky Tognazzi, Simona Izzo, Remo Girone e Victoria Zinny.

## Produzione
La miniserie è stata girata principalmente a Roma, in particolare nei quartieri di Trastevere e Celio. Alcune scene sono state girate nella periferia di Orvieto, mentre gli interni sono stati ricostruiti in teatri di posa.

## Distribuzione
La miniserie, trasmessa su Rai 1 il 7 e 8 maggio 1995, è stata replicata su Rai Premium nel 2016 e in seguito resa disponibile on demand su RaiPlay, comprensiva del talk show il Dibattito.